# Louis Laros
Louis Laros (Dordrecht, 12 maart 1973) is een Nederlands voormalig profvoetballer die speelde voor achtereenvolgens Willem II, VVV en Vitesse.
Op 5 mei 1990 maakte Laros als zeventienjarige zijn debuut voor Willem II in een wedstrijd tegen MVV. Laros kwam in de twee seizoenen die zouden volgen relatief weinig aan spelen toe, waardoor hij akkoord ging met een verhuur aan de toentertijd eerstedivisieclub VVV. Met VVV behaalde Laros het kampioenschap en promoveerde hij zo naar de Eredivisie.
Doordat Laros ook in de Eredivisie overeind bleef, besloot Willem II om hem terug te halen voor aanvang van het seizoen 1994/1995. Bij Willem II scoorde Laros dat seizoen als linkermiddenvelder tien doelpunten. Hierop volgde een transfer naar toentertijd subtopper Vitesse.
Laros zou acht seizoenen spelen voor Vitesse, met wisselend succes. De middenvelder was tot en met 1997 basisspeler. In 1997 raakte Laros geblesseerd aan zijn knie, waardoor hij tot negen wedstrijden kwam dat seizoen. In de seizoenen 1998/1999 en 1999/2000 was Laros wederom basisspeler, wisselend als linkermiddenvelder of linkeraanvaller. Voor aanvang van het seizoen 2000/2001 kreeg Laros weer te kampen met problemen aan zijn knie. Na drie seizoenen relatief weinig te hebben gespeeld door de blijvende kwetsuren besloot Laros in 2003 om al als 30-jarige zijn carrière als profvoetballer te beëindigen.
Laros werd in 2003 spelersbegeleider bij de VVCS.
Laros heeft na zijn tijd als profspeler nog een tijdje in het eerste van de Dordtse voetbalclub RCD gespeeld.

## Carrière

### Clubstatistieken
| Seizoen | Club      | Land      | Competitie     | Duels | Goals |
| ------- | --------- | --------- | -------------- | ----- | ----- |
| 1990/91 | Willem II | Nederland | Eredivisie     | 4     | 0     |
| 1991/92 | Willem II | Nederland | Eredivisie     | 6     | 0     |
| 1992/93 | VVV       | Nederland | Eerste divisie | 30    | 6     |
| 1993/94 | VVV       | Nederland | Eredivisie     | 31    | 3     |
| 1994/95 | Willem II | Nederland | Eredivisie     | 33    | 10    |
| 1995/96 | Vitesse   | Nederland | Eredivisie     | 34    | 4     |
| 1996/97 | Vitesse   | Nederland | Eredivisie     | 29    | 1     |
| 1997/98 | Vitesse   | Nederland | Eredivisie     | 9     | 0     |
| 1998/99 | Vitesse   | Nederland | Eredivisie     | 32    | 1     |
| 1999/00 | Vitesse   | Nederland | Eredivisie     | 32    | 5     |
| 2000/01 | Vitesse   | Nederland | Eredivisie     | 1     | 0     |
| 2001/02 | Vitesse   | Nederland | Eredivisie     | 15    | 0     |
| 2002/03 | Vitesse   | Nederland | Eredivisie     | 0     | 0     |
| Totaal  | Totaal    | Totaal    | Totaal         | 256   | 30    |